# Boophis tephraeomystax
Boophis tephraeomystax é uma espécie de anfíbio da família Mantellidae.
É endémica de Madagáscar.
Os seus habitats naturais são: florestas secas tropicais ou subtropicais, florestas subtropicais ou tropicais húmidas de baixa altitude, savanas húmidas, matagal húmido tropical ou subtropical, rios, marismas intermitentes de água doce, terras aráveis, áreas urbanas, florestas secundárias altamente degradadas e áreas agrícolas temporariamente alagadas.